# Ordo-Vasîlivka, Sofiivka
Ordo-Vasîlivka (în ucraineană Ордо-Василівка) este localitatea de reședință a comunei Ordo-Vasîlivka din raionul Sofiivka, regiunea Dnipropetrovsk, Ucraina.

## Demografie
Componența lingvistică a localității Ordo-Vasîlivka
     Ucraineană (96,36%)
     Rusă (3,36%)
     Alte limbi (0,14%)
Conform recensământului din 2001, majoritatea populației localității Ordo-Vasîlivka era vorbitoare de ucraineană (96,36%), existând în minoritate și vorbitori de rusă (3,36%).